# Hörselberg-Hainich
Hörselberg-Hainich är en kommun i Wartburgkreis i förbundslandet Thüringen i Tyskland.